# Bring Your Daughter... to the Slaughter
A Bring Your Daughter... to the Slaughter az Iron Maiden brit heavy metal együttes 1990-es No Prayer for the Dying című albumának második kislemezes dala, egyben a zenekar egyetlen listavezető száma mind a mai napig.

## Története
1989-ben Bruce Dickinson énekest felkérték, hogy a Rémálom az Elm utcában 5.: Az álomgyerek című horrorfilmhez írjon egy dalt, melynek eredménye a Bring Your Daughter... to the Slaughter lett. Dickinson tervei szerint a dal nem csak a filmzenét tartalmazó hanglemezen szerepelt volna, hanem felkerült volna készülő első szólóalbumára is (Tattooed Millionaire), de az Iron Maiden-főnök Steve Harrisnek annyira megtetszett a szám, hogy rábeszélte Dickinsont, vegyék fel újra az egész dalt az Iron Maiden következő nagylemezéhez.
Míg az eredeti változat Arany Málna-díjat kapott a "Legrosszabb eredeti filmzene" kategóriában, addig a pulzáló basszustémára épülő Iron Maiden-féle feszesebb, metalosabb verzió mindmáig a zenekar legnagyobb sikere lett Angliában. Az 1990. december 24-én megjelent Bring Your Daughter... kislemez öt hétig szerepelt a brit slágerlistán, és ebből két hetet a lista élén töltött. A Bring Your Daughter... volt az első heavy metal stílusú dal, ami Angliában rögtön megjelenése hetében a slágerlista első helyére ugrott. A brit közszolgálati BBC Radio One viszont példátlan módon megtagadta a listavezető dal lejátszását.
A kislemez B-oldalára a Free együttestől vették fel az I’m a Mover című dalt, a maxi single és a CD-kiadás számlistáját pedig a Led Zeppelin-klasszikus Communication Breakdown feldolgozásával bővítették ki. A Bring Your Daughter...-hez készült videóklipben az Iron Maiden egy koncertfelvételen adja elő a dalt, amelybe az 1960-as Horror Hotel című fekete-fehér filmből vágtak be jeleneteket.

## Számlista
7" kislemez
1. Bring Your Daughter... to the Slaughter (Bruce Dickinson) – 4:44
2. I’m a Mover (Andy Fraser, Paul Rodgers; Free-feldolgozás) – 3:29

12" kislemez, CD single
1. Bring Your Daughter... to the Slaughter (Dickinson) – 4:44
2. I’m a Mover (Fraser, Rodgers; Free-feldolgozás) – 3:29
3. Communication Breakdown (Jimmy Page, John Bonham, John Paul Jones; Led Zeppelin-feldolgozás) – 2:40

## Közreműködők
- Bruce Dickinson – ének
- Dave Murray – gitár
- Janick Gers – gitár
- Steve Harris – basszusgitár
- Nicko McBrain – dobok